# Out of Sight
Out of Sight ist eine US-amerikanische Filmkomödie aus dem Jahr 1998 mit George Clooney als Jack Foley und  Jennifer Lopez als Karen Sisco in den Hauptrollen; Regisseur war Steven Soderbergh, das Drehbuch schrieb Scott Frank nach dem Roman Out of Sight von Elmore Leonard aus dem Jahr 1996.

## Handlung
Der Bankräuber Jack Foley, der, wenn möglich, auf die Anwendung von Gewalt verzichtet, sitzt im Gefängnis „Glades“ im US-Bundesstaat Florida eine langjährige Haftstrafe ab. Mit Unterstützung seines Freundes Buddy Bragg gelingt es ihm auszubrechen. Die Flucht beobachtet zufällig US-Marshal Karen Sisco, die dann von den beiden Gangstern entführt wird.
Jack, der im Kofferraum eines Autos zeitweilig mit Karen eingeschlossen wird, findet sie attraktiv und beginnt mit ihr zu flirten. Obwohl Karen für seine Avancen empfänglich scheint, nutzt sie die erste Gelegenheit, ihren Entführern zu entkommen. Gerade als sich Jack telefonisch bei ihr meldet, besucht sie ihr Freund, FBI-Agent Ray Nicolette, der die Suche nach Jack leitet und von Karens Vater, ebenfalls US-Marshal, verspottet wird. Karen verheimlicht Ray, wer mit ihr am Telefon flirtet. Stattdessen bemüht sie sich darum, in das Team aufgenommen zu werden, das nach Jack fahndet.
Jack und Buddy wollen in Detroit den ehemaligen Gefängnisinsassen und Multimillionär Richard Ripley berauben, der in seiner Villa wertvolle Diamanten versteckt hat. Jack hatte Richard im Gefängnis beschützt, dieser hatte sich nach Jacks Entlassung jedoch als undankbar erwiesen und Jack sogar verhöhnt. Auch andere, vor Mord nicht zurückschreckende Gangster um den ehemaligen Mithäftling Maurice Miller haben von der Existenz der Diamanten erfahren. Jack und Buddy lassen sich schließlich darauf ein, den Raub mit Maurice und seiner Gang zusammen durchzuführen.
Vorher jedoch besucht Jack Karen, die ihm auf der Spur ist, in ihrem Hotel. Da beide sich sehr zueinander hingezogen fühlen, nehmen sie sich eine „Auszeit“, d. h., sie vergessen für eine Nacht, dass sie Jäger und Gejagter sind und geben sich ihren Gefühlen hin.
Am nächsten Abend dringen Maurice und seine Gang zusammen mit Jack und Buddy in Richards Villa ein. Jack entdeckt die Diamanten dort in einem Aquarium, will aber Richards Freundin nicht alleine mit den anderen Kriminellen zurücklassen, weil er deren Vergewaltigung befürchtet. Er lässt Buddy mit den Diamanten fliehen und kehrt ins Haus zurück.
Es kommt zu einer Schießerei, bei der Jack einen Gangster, der Richards Freundin vergewaltigen wollte, in Notwehr erschießt und ein anderer sich versehentlich selbst tötet. Die eingetroffene Karen erschießt den übrig gebliebenen Maurice und überwältigt Jack durch einen Beinschuss. Wenige Wochen später begleitet sie persönlich einen Gefangenentransport zurück nach „Glades“, wobei sie dafür gesorgt hat, dass Jack mit einem erfolgreichen Ausbruchs-Experten zusammenkommt.

## Kritiken
Roger Ebert behauptete in der Chicago Sun-Times vom 19. Juni 1998, der Film sei der beste Film von Steven Soderbergh seit Sex, Lügen und Video, aber er wirke nicht wie ein typischer „unparteiischer, kühler, analytischer“ Film des Regisseurs.
Hans Messias schrieb im Filmdienst 19/1998, der Film sei eine Romanverfilmung, „die geschickt die Balance zwischen Action, Komödie und romantischer Liebesgeschichte“ halte und ein „unterhaltsamer, im positiven Sinne altmodischer Kriminalfilm mit überraschenden Wendungen und ohne übertriebene Härten“.
Die Zeitschrift Cinema lobte, der „stilsichere, sexy, smarte“ Film sei „ein Klassiker“. Der „bis zur hinreißenden Auflösung ausgereizte“ Interessenkonflikt von Karen Sisco bewirke, dass er „kein schnöder Film mehr“ sei, sondern „eher schon ein zweistündiger Flirt mit magnetischen Augenblicken“. Die Kameraarbeit sichere „Atmosphäre und Fotogenität“, von denen es „selten“ mehr gegeben habe.

## Auszeichnungen
Der Drehbuchautor Scott Frank und die Filmeditorin Anne V. Coates wurden für einen Oscar nominiert. Anne V. Coates war außerdem für den American Cinema Editors Award und den Online Film Critics Society Award nominiert. Scott Frank wurde mit dem Boston Society of Film Critics Award, dem Edgar Allan Poe Award, dem National Society of Film Critics Award, dem Online Film Critics Society Award, dem Southeastern Film Critics Association Award und dem Writers Guild of America Award ausgezeichnet.
Jennifer Lopez erhielt den American Latino Media Arts Award verliehen und wurde neben George Clooney für einen MTV Movie Award nominiert.
Die Deutsche Film- und Medienbewertung FBW in Wiesbaden verlieh dem Film das Prädikat wertvoll.

## Hintergrund und Trivia
- Während Clooney ca. 10 Millionen US-Dollar Gage erhielt, verdiente Lopez ca. 2 Millionen US-Dollar und beklagte mehrmals, ihr Honorar sei zu niedrig gewesen.
- Michael Keaton verkörpert den FBI-Agenten Ray Nicolette wie bereits ein Jahr zuvor in Quentin Tarantinos Jackie Brown. Allerdings ist der Charakter dort Polizist beim ebenfalls dem US-Justizministerium unterstellten ATF.
- Samuel L. Jackson hat einen Cameo-Auftritt, in dem er den „Ausbrecherkönig“ spielt, der zusammen mit dem Charakter von George Clooney am Ende des Films in ein anderes Gefängnis überführt werden soll. Auch Jackson spielte in Tarantinos Jackie Brown.
- Steven Soderbergh zitiert eine Szene aus dem Spielfilm Wenn die Gondeln Trauer tragen aus dem Jahr 1973, der auf der Erzählung Dreh dich nicht um von Daphne du Maurier basiert.
- Die deutsche Übersetzung des Romans, auf dem der Film basiert, trug ursprünglich den Titel Zuckerschnute; 2012 allerdings erschien bei Suhrkamp eine Neuausgabe unter dem Titel Out of Sight.[4]